# Schoonspringen op de Olympische Zomerspelen 1928

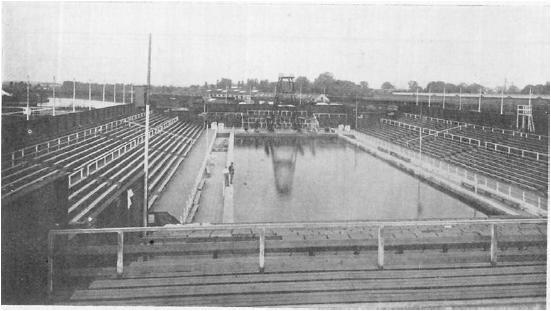
Het Olympisch Zwemstadion

Schoonspringen is een van de sporten die beoefend werden tijdens de Olympische Zomerspelen 1928 in Amsterdam.

## Heren

### 3 m plank
| rang   | sporter            | land | punten |
| ------ | ------------------ | ---- | ------ |
| Goud   | Peter Desjardins   | USA  | 185.04 |
| Zilver | Michael Galitzen   | USA  | 174.06 |
| Brons  | Farid Simaika      | EGY  | 172.46 |
| 4      | Harold Smith       | USA  | 168.96 |
| 5      | Arthur Mund        | GER  | 154.72 |
| 6      | Ewald Riebschläger | GER  | 153.86 |
| 7      | Alfred Phillips    | CAN  | 149.48 |
| 8      | Heinz Plumanns     | GER  | 150.18 |

### 10 m torenspringen
| rang   | sporter            | land | punten |
| ------ | ------------------ | ---- | ------ |
| Goud   | Peter Desjardins   | USA  | 98.74  |
| Zilver | Farid Simaika      | EGY  | 99.58  |
| Brons  | Michael Galitzen   | USA  | 92.34  |
| 4      | Walter Colbath     | USA  | 85.78  |
| 5      | Ewald Riebschläger | GER  | 82.44  |
| 6      | Karl Schumm        | GER  | 80.54  |
| 7      | Alfred Phillips    | CAN  | 77.26  |
| 8      | Albert Knight      | GBR  | 72.22  |

## Dames

### 3 m plank
| rang   | sporter          | land | punten |
| ------ | ---------------- | ---- | ------ |
| Goud   | Helen Meany      | USA  | 78.62  |
| Zilver | Dorothy Poynton  | USA  | 75.62  |
| Brons  | Georgia Coleman  | USA  | 73.38  |
| 4      | Ilse Meudtner    | GER  | 67.42  |
| 5      | Margret Borgs    | GER  | 65.16  |
| 6      | Lini Söhnchen    | GER  | 63.28  |
| 7      | Truus Klapwijk   | NED  | 60.98  |
| 8      | Alie van Leeuwen | NED  | 59.82  |

### 10 m torenspringen
| rang   | sporter                   | land | punten |
| ------ | ------------------------- | ---- | ------ |
| Goud   | Elizabeth Becker-Pinkston | USA  | 31.6   |
| Zilver | Georgia Coleman           | USA  | 30.6   |
| Brons  | Laura Sjöqvist            | SWE  | 29.2   |
| 4      | Marie Baron               | NED  | 27.2   |
| 5      | Greta Onnela              | FIN  | 26.0   |
| 6      | Hanni Rehborn             | GER  | 25.6   |

## Medaillespiegel
| rang   | land             | goud | zilver | brons | totaal |
| ------ | ---------------- | ---- | ------ | ----- | ------ |
| 1      | Verenigde Staten | 4    | 3      | 2     | 9      |
| 2      | Egypte           | 0    | 1      | 1     | 2      |
| 3      | Zweden           | 0    | 0      | 1     | 1      |
| totaal | totaal           | 4    | 4      | 4     | 12     |